# Semana de Moda

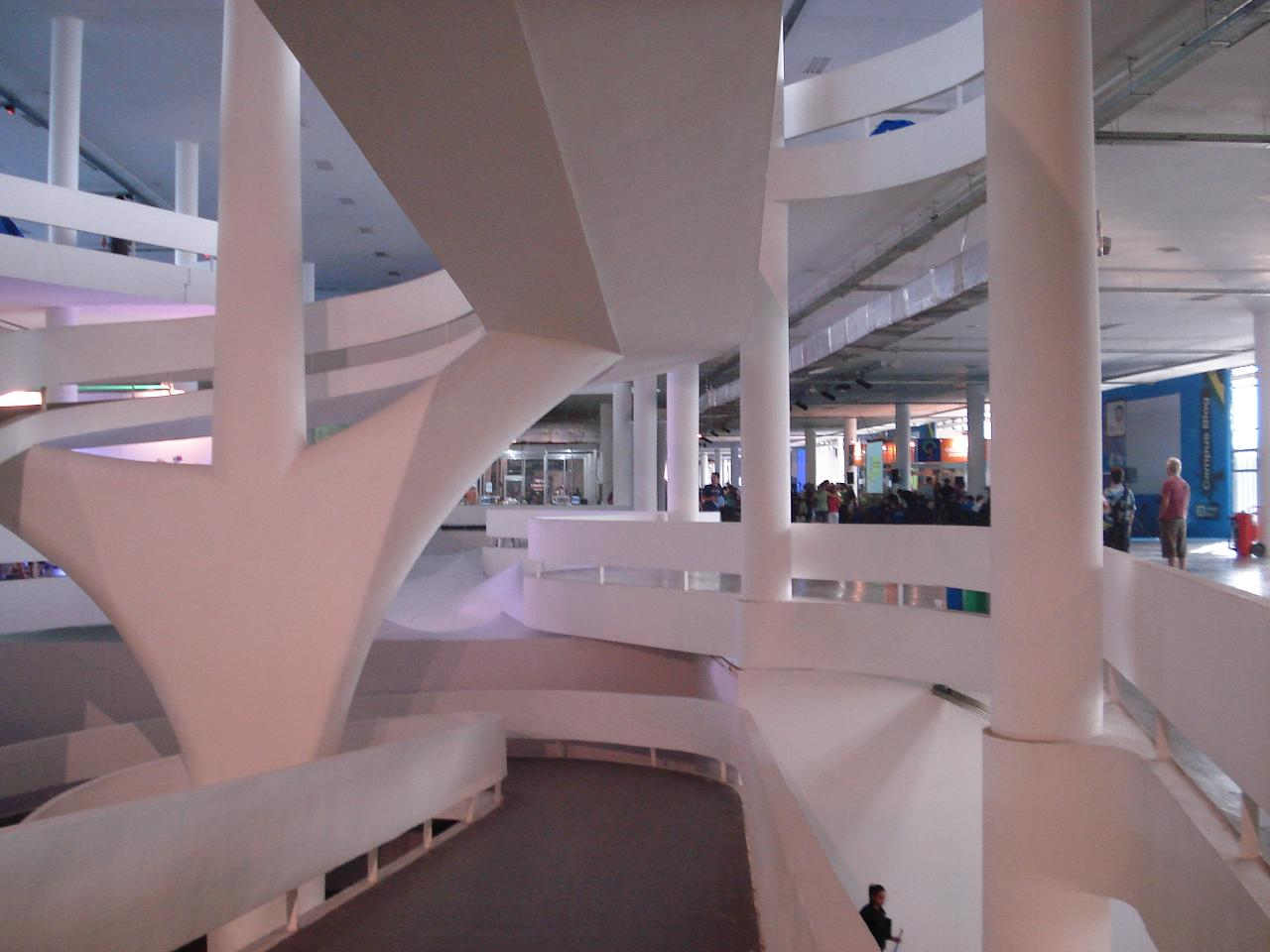
Pavilhão Cicillo Matarazzo, no Parque do Ibirapuera, palco da São Paulo Fashion Week.

A Semana de Moda é um evento da indústria da moda, com duração de aproximadamente uma semana, o que permite que os criadores de moda  e a indústria do vestuário, calçado, acessórios, joalharia, entre outros, mostram suas últimas coleções em desfiles. Mais importante ainda, permite à indústria saber quais serão as tendências futuras. As semanas de moda mais proeminentes são realizadas em cinco capitais da moda do mundo: Milão, Paris, Londres, Nova iorque, e São Paulo.

No Brasil, a São Paulo Fashion Week, realizada na cidade de São Paulo, é a semana de moda mais importante do país e do hemisfério sul.
Em Portugal a capital da moda é a cidade do Porto onde se realiza a maior edição do Portugal Fashion, até porque é no Norte onde se encontram as maiores indústrias do setor têxtil, mas também em Lisboa ocorrem a Moda Lisboa e uma versão menor do Portugal Fashion.

## Características
Em grandes capitais da moda, semanas de moda são eventos semestrais. De janeiro a abril marcas de moda e estilistas expõem as suas coleções de outono/inverno e de setembro a novembro as coleções de coleções primavera/verão.
Os eventos devem ser mantidos durante vários meses antes da estação, para permitir que a imprensa e os compradores tenham oportunidades de previsão dos desenhos de moda para a temporada seguinte. Isso também permite que os varejistas tenham tempo para fazer acordos de compra ou de incorporação dos criadores em sua comercialização.

## Semanas de Moda no mundo
| Nome do evento                        | Cidade               | Data                 |
| ------------------------------------- | -------------------- | -------------------- |
| Amsterdam International Fashion Weeks | Amesterdã            | 2004                 |
| Asunción Fashion Week                 | Asunción             | 2003                 |
| Hellenic Fashion Week                 | Atenas               | 2000                 |
| Haute-lanta Fashion Week              | Atlanta              | 2008                 |
| New Zealand Fashion Week              | Auckland             | 2001                 |
| Baltimore's Fashion Week              | Baltimore            | 2008                 |
| Bangkok Fashion Week                  | Bangkok              | 2005                 |
| Barcelona Fashion Week                | Barcelona            | 1981                 |
| Belgrade Fashion Week                 | Belgrado             | 1996                 |
| Bellvue Fashion Week                  | Bellevue             | 2007                 |
| Fashion Week Berlin                   | Berlim               | 2007                 |
| Boston Fashion Week                   | Boston               | 1989                 |
| BAF Week                              | Buenos Aires         | 2001                 |
| Brooklyn Fashion Week                 | Brooklyn             | 2003-05              |
| Cape Town Fashion Week                | Cidade do Cabo       | 2003                 |
| Fashion Week Mexico                   | Cidade do México     | 1998                 |
| Charleston Fashion Week               | Charleston           | 2007                 |
| Chicago Fashion Week                  | Chicago              |                      |
| Cyprus Fashion Week                   | Chipre               | 2008                 |
| Ciudad del Este Fashion Week          | Ciudad del Este      | 2010                 |
| Fashion Week Cleveland                | Cleveland            | 2002                 |
| Columbus Fashion Week                 | Columbus             | 2007                 |
| Copenhagen Fashion Week               | Copenhaga            | 1964                 |
| Swahili Fashion Week                  | Dar es Salaam        | 2008                 |
| Stockholm Fashion Week                | Estocolmo            | 1995                 |
| FTL MODA                              | Fort Lauderdale      | 2007                 |
| Hong Kong Fashion Week                | Hong Kong            | 1968                 |
| Joburg Fashion Week                   | Johanesburgo         | 2007                 |
| Ukrainian Fashion Week                | Kiev                 | 1997                 |
| Caribbean Fashion Week                | Kingston             | 2001                 |
| Malaysia Fashion Week                 | Kuala Lumpur         | 2007-2008            |
| Pakistan Fashion Week                 | Lahore               | 2007                 |
| Las Vegas Fashion Week                | Las Vegas            | 2009                 |
| ModaLisboa – Lisbon Fashion Week      | Lisboa               | 1991                 |
| Londres Fashion Week                  | Londres              | 1961                 |
| Los Angeles Fashion Week              | Los Angeles          | 2003                 |
| Angola Fashion Week                   | Luanda               | -                    |
| Madrid Fashion Week                   | Madrid               | 1998                 |
| Mallorca Fashion Week                 | Maiorca              | 2009                 |
| Philippine Fashion Week               | Manila               | 1997                 |
| L'Oreal Melbourne Fashion Festival    | Melbourne            |                      |
| Funkshion: Fashion Week Miami Beach   | Miami                | 1998                 |
| Miami Fashion Week                    | Miami                | 1998                 |
| Mercedes-Benz Fashion Week Miami      | Miami                | 1998                 |
| Settimana della moda di Milano        | Milão                |                      |
| Montréal Fashion Week                 | Montréal             |                      |
| Fashion Week in Moscow                | Moscou               | 1994                 |
| Russian Fashion Week                  | Moscou               | 2001                 |
| Mumbai Fashion Week                   | Mumbai               | 2001                 |
| Music City Fashion Week               | Nashville            | 2008                 |
| Delhi Fashion Week                    | Nova Delhi           | 2008                 |
| India Fashion Week                    | Nova Delhi           | 2000                 |
| New York Fashion Week                 | Nova Iorque          | 1943                 |
| Oslo Fashion Week                     | Oslo                 |                      |
| Paris Fashion Week                    | Paris                | 1973 no modelo atual |
| Philadelphia Fashion Week             | Filadélfia           | 2003 no modelo atual |
| Phoenix Fashion Week                  | Phoenix              | 2004                 |
| Portland (Oregon)Fashion Week         | Portland             | 2003                 |
| Portugal Fashion                      | Porto                | 1995                 |
| Donna Fashion Iguatemi                | Porto Alegre         | 2001                 |
| Prague Fashion Week                   | Praga                | 2002                 |
| Iceland Fashion Week                  | Reykjavík            | 2000                 |
| Fashion Rio                           | Rio de Janeiro       |                      |
| Rome Fashion Week                     | Roma                 |                      |
| Sacramento Fashion Week               | Sacramento           | 2008                 |
| San Francisco Fashion Week            | São Francisco        | 2004                 |
| Santiago Fashion Week                 | Santiago             | 2006                 |
| São Paulo Fashion Week                | São Paulo            | 1995                 |
| Sarajevo Fashion Weeks                | Sarajevo             | [ 47 ]               |
| Scottsdale Fashion Week               | Scottsdale           | 2005                 |
| Singapore Fashion Week.               | Singapura            | 1987                 |
| Seattle Fashion Week                  | Seattle              | 2003                 |
| Seoul Fashion Week                    | Seul                 | [ 18 ]               |
| Australian Fashion Week               | Sydney               | 1995                 |
| St. Louis Fashion Week                | St. Louis            |                      |
| Tashkent Fashion Week                 | Tashkent             | 2006                 |
| Frontera Fashion Weekend              | Pedro Juan Caballero | 2019                 |
| L'Oreal Fashion Week                  | Toronto              | 2001                 |
| Japan Fashion Week                    | Tóquio               | 1985                 |
| Goyol Fashion Festival                | Ulan Bator           | 1988                 |
| British Columbia Fashion Week         | Vancouver            | 2004                 |
| Warsaw Fashion Street                 | Varsóvia             | 1996                 |
| Shanghai Fashion Week                 | Xangai               |                      |
| Zagreb Fashion Week                   | Zagreb               | 2003                 |